# Benkő Márta
Benkő Márta (Budapest, 1947. december 27. – Budapest, 2003. november 3.) magyar színésznő.

## Életpályája
Benkő László (1912–2001) jogász és Barlai Ilona leánya. Testvére Benkő László zeneszerző, az Omega együttes tagjaként lett ismert.
Operett-musical színészként végzett a Színház- és Filmművészeti Főiskolán, Vámos László osztályában 1974-ben. Friss diplomás színésznőként először a Veszprémi Petőfi Színházhoz szerződött egy évadra. 1975-től a győri Kisfaludy Színház tagja volt. 1977-től a Miskolci Nemzeti Színházban játszott. 1980-tól a Vidám Színpad, 1986-tól a Népszínház színésznője volt. 1988-tól szabadfoglalkozású színművésznőként lépett fel.

## Fontosabb színpadi szerepei
- Emil Sautter – Erik Charell – Jürg Amstein – Robert Gilbert – Paul Burkhard: Tűzijáték.... Karolina, Oberholzer felesége
- Franz von Schönthan – Paul von Schönthan – Kellér Dezső – Horváth Jenő – Szenes Iván: A szabin nők elrablása.... Irma
- Victorien Sardou – Émile de Najac: Váljunk el!.... Clavignacné
- Romhányi József – Fényes Szabolcs: Hamupipőke.... Gyöngyike
- Galt MacDermot – John Guare – Mel Shapiro: Veronai fiúk.... Szilvia
- Vámos Miklós: Égszakadás, földindulás.... Lány
- Karinthy Ferenc: Hetvenes évek.... Amál
- Vlagyimir Vlagyimirovics Scserbacsov: Dohányon vett kapitány.... Ljuba
- Oscar Straus: Varázskeringő.... Franci
- Eisemann Mihály: Egy csók és más semmi.... Anni, Rozika
- Nóti Károly: Nyitott ablak.... Marcsa
- Méhes György: Mi, férfiak.... Erika
- Jacques Offenbach: Párizsi élet.... Metella
- Timár György: Pártfogoltak.... Schmitz Gitta, Dömötör János titkárnője
- Jack Popplewell – Robert Thomas: A hölgy fecseg és nyomoz.... Susanne Brissard

## Filmek, tv
- Halló fiúk, halló lányok (sorozat)
- Ki van a tojásban? (1974)
- Holnap lesz fácán (1974)
- A Pogány Madonna (1981)
- Szavak nélkül (Magyar József rövidfilmje) (1983)
- Szomszédok (sorozat) (1990-1994) 87. rész; 132. rész; 145. rész; 187. rész (1990-1994)
- Magyar novellák Simonffy András: Várunk rám - tévéjáték (1991)
- Rinaldó (2003)

## Társrendezés
- Vidám Színpad – gyermekműsorok
- Korona Pódium

## Rajz- és bábfilmes szinkron munkái
- Vízipók-csodapók I-III. (1976-1985) – További szereplők (hang)
- Misi Mókus kalandjai (1980) – Misi mókus második testvére (hang)